# 山陽電気鉄道5030系電車
山陽電気鉄道5030系電車（さんようでんきてつどう5030けいでんしゃ）は、山陽電気鉄道（山陽電鉄）が所有する3扉セミクロスシートの特急形車両である。
山陽電気鉄道では、車両の形式称号について書類上は「クモハ」や「モハ」などの車種を示す記号を用いているが、車両番号で車種を判別可能なため、通常は車体表記を含めて省略されている。このため、本記事の以下の記述では、車種構成の項以外についてはこれらの記号を基本的に省略し、必要に応じて (M'c) や (M) などの略記号を付して解説する。また、編成表記については梅田・西代方先頭車の車両番号を用いる（例：5630編成）。

## 概要
山陽電鉄では、1990年（平成2年）6月の5000系5020・5022編成の竣工後は、増結用中間車のみの増備が続けられていた。その後、1998年2月15日の山陽姫路 - 阪神梅田間直通特急の運行開始を控えて6両編成の増備が必要となり、これを機に5000系をベースにVVVFインバータ制御を採用した車両として登場した。川崎重工業兵庫工場において、合計20両が製造された。
制御装置は山陽電鉄で初めて三相交流誘導電動機のVVVFインバータ制御（IGBT方式・2000V/400A 個別制御）を採用した。VVVFインバータの採用で、空転・滑走の減少とスムーズな加速力により乗り心地が向上し、主電動機に交流電動機を採用したことで摩耗部品の減少によるメンテナンスフリー効果も大きく、主電動機の高出力化により編成中の電動車数の減少が可能となった。
1995年1月の阪神・淡路大震災で全線不通となった際、当時の山陽電鉄は全車が直流主電動機を使用していたため、車両基地のない部分開通区間での運行車両の保守には仮設ピットを設けて作業を行うなど困難を伴ったのに対し、阪急電鉄はVVVFインバータ制御車の保守の容易さに着目して、神戸市内の部分開通区間に8000系を搬入のうえ運用していた。この経験により、交換の必要な摩耗部品の少なさによる災害等異常時の冗長性確保という、交流電動機の優位性が認識されることとなった。

## 車両概説

### 車体
5000系の最終グループとほぼ同一である。側面の種別・行先表示器は従来の幕式からLED表示に変更された。パンタグラフも5000系とは異なる。
1次車2編成には扉開閉予告ブザーが装備されているほか、車内にはLED式案内装置と非常通報装置（通話機能付加）が装備されている。
2005年に転落防止幌が設置された。
冷房装置は5000系のCU-71Sを低騒音・高効率形に改良した集中式CS-71SCを搭載している。またこの機種変更により、これまで屋根上の冷房機の前後左右各1基ずつ搭載されていた通風器が廃止されている。

### 車内
座席は、5000系と同様に扉間転換クロスシート、両端部ロングシートのセミクロスシート構成を踏襲したが、阪神電鉄線内の混雑に対処するため、クロスシートは山側1人 - 浜側2人掛けの3列配置となった。また、車内スピーカーの増設が行われている。

### 主要機器
山陽初採用となったVVVFインバータ制御装置は、高耐圧IGBT素子を使用する3レベルインバータ制御器の富士電機CDA964で、主電動機をIGBT素子で1基ずつ制御する個別制御（1C1M）方式を採る。
山陽では2000系以降長らく、富士電機（あるいは前身の川崎電機製造）製制御装置と三菱電機製主電動機の組み合わせであったが、本系列では制御器との組み合わせの関係上、主電動機も富士電機製三相交流誘導電動機であるMLR105（定格出力170 kW）となった。主電動機が変更されても3000系・5000系と駆動装置を共通化することが求められたため、歯車比も5000系以前と共通の82:15 (5.47) であり、VVVF車としては低めの設定となっている。
なお、後に登場した6000系では主制御器・主電動機ともに三菱製となったため、富士電機製の制御器を搭載する新造車両は2016年10月現在、本系列が最後であり、また富士電機製の交流誘導電動機を搭載するのは本系列が唯一となっている。
駆動装置のWN継手については、惰行時の騒音低減対策を施した改良品が採用されている。
台車は5000系5020F以降と同様な軸梁式ダイレクトマウント空気ばね台車を採用しているが、仕様の一部変更により形式がKW-93A（M台車）・94A（T台車）となっている。変更点は、M台車の主電動機取付部の変更・T台車の滑走検知装置取付けである。
パンタグラフは廃車発生品のPK-55のストックがなくなったことから、M1とM3に下枠交差式パンタグラフのPK-60（1次車）あるいはPK-80（2次車）を各車に2基ずつ新製搭載し、パンタグラフ非搭載のM2へは隣接するM1あるいはM3から給電される。PK-80は山陽初の電磁かぎ外し式で、1次車についても後にこれに交換している。
ブレーキは5000系と同様のナブテスコHRDA-1電気指令式ブレーキを装備する。
補助電源装置は両端の5630形にIGBT方式静止形インバータである富士電機CDA963 (170kVA) を搭載し、一方が故障しても冷房装置の能力を半減させて運転を継続する機能を有している。
空気圧縮機はSIM交流電動機駆動のHS-20-Iが採用され、メンテナンスフリー化が図られた。

## 車種構成
本系列は以下の各形式で構成される。
- モハ5230形5230・5232
  - 電動車 (M1) 。主制御器とパンタグラフを搭載し、モハ5230形奇数番号車 (M2) とはユニットを構成しない、電気的にそれぞれ独立した電動車である。ただし、パンタグラフについてはこちらの偶数番号車に集約搭載しているため、5030系のみの編成では奇数番号車との2両で1単位として扱われる。
- モハ5230形5231・5233・5235・5237・5239・5241
  - 電動車 (M2) 。主制御器を搭載する。基本的には偶数番号車 (M1) と同様の設計であるが、パンタグラフを搭載しないため、5030系単独の編成ではモハ5230形偶数番号車 (M1) から、5000系と5030系の混結編成ではモハ5250形 (M3) から直流1,500Vの母線給電を受けている。
- モハ5250形5250 - 5255
  - 電動車 (M3) 。主制御器とパンタグラフを搭載する。
- クハ5630形5630 - 5633
  - 制御車 (Tc) 。偶数番号車 (Tc1) が神戸方[注釈 5]、奇数番号車(Tc2)が姫路方にそれぞれ運転台を備える制御車。運転台の位置以外は基本的に共通設計で、いずれも電動空気圧縮機 (CP) と補助電源装置である静止形インバータ (SIV) を搭載する。
- サハ5530形5530・5531
  - 付随車 (T) 。補機類を一切搭載しない。

5000系は、性能上MT比1:1で6両編成を構成可能であるが、電動車2両を1ユニットとしているため、6両編成では電動車4両のMT比2:1となっていた。5030系では電動車を1両単位とし、6両編成でのMT比1:1を基本としている。
基本的な付番ルールは5000系に準じているが、制御車である5630形を編成の両端に配するため、基本形式となるべき5030形は設定されていない。また電動車M3は番号区分の必要からM1・M2から番号を離した5250形とされている。
なお、M1 - M3の電動車3種はいずれも集電装置関連以外は基本的に共通設計である。

5030系
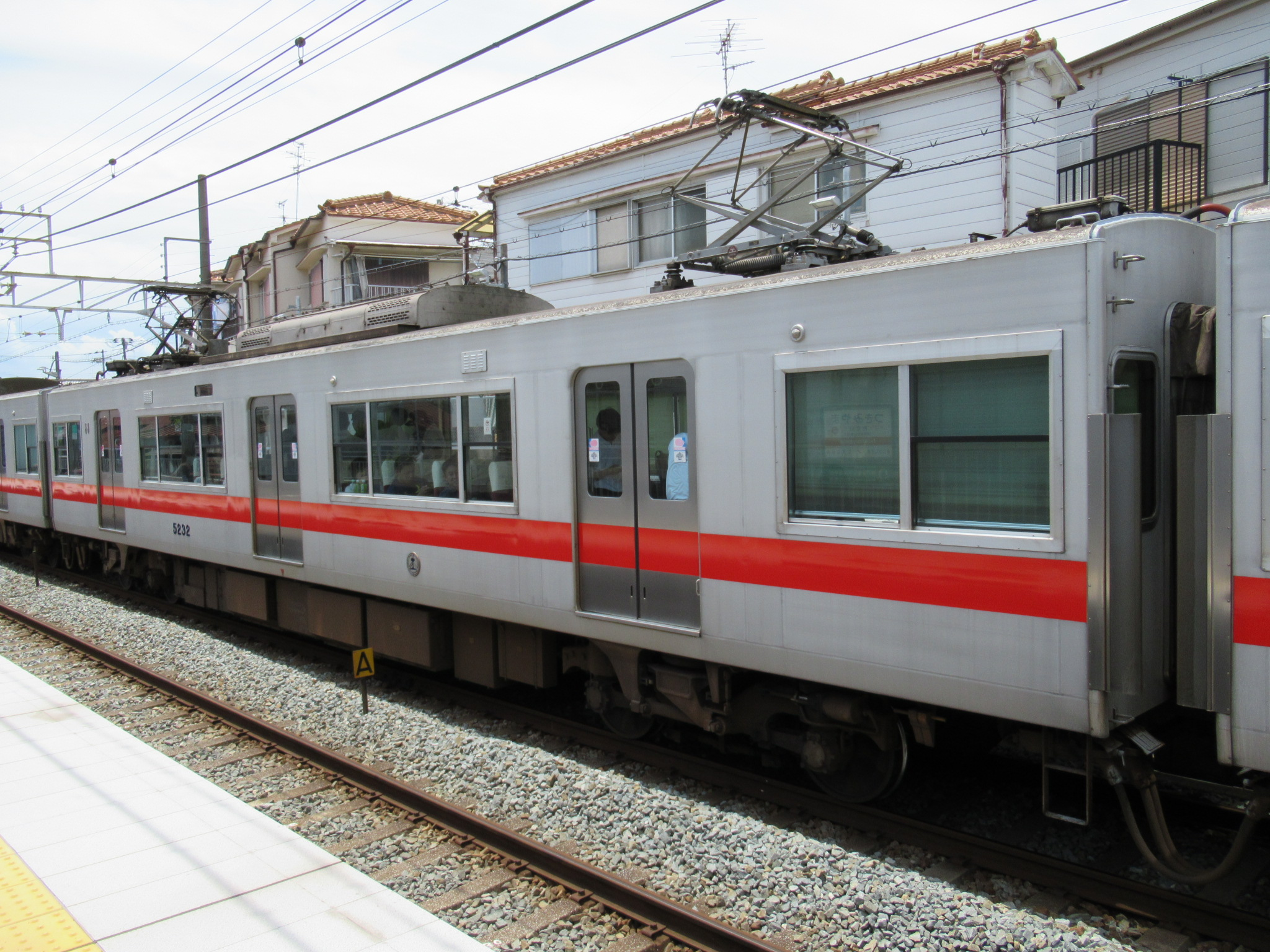
5230形(偶数) 5232
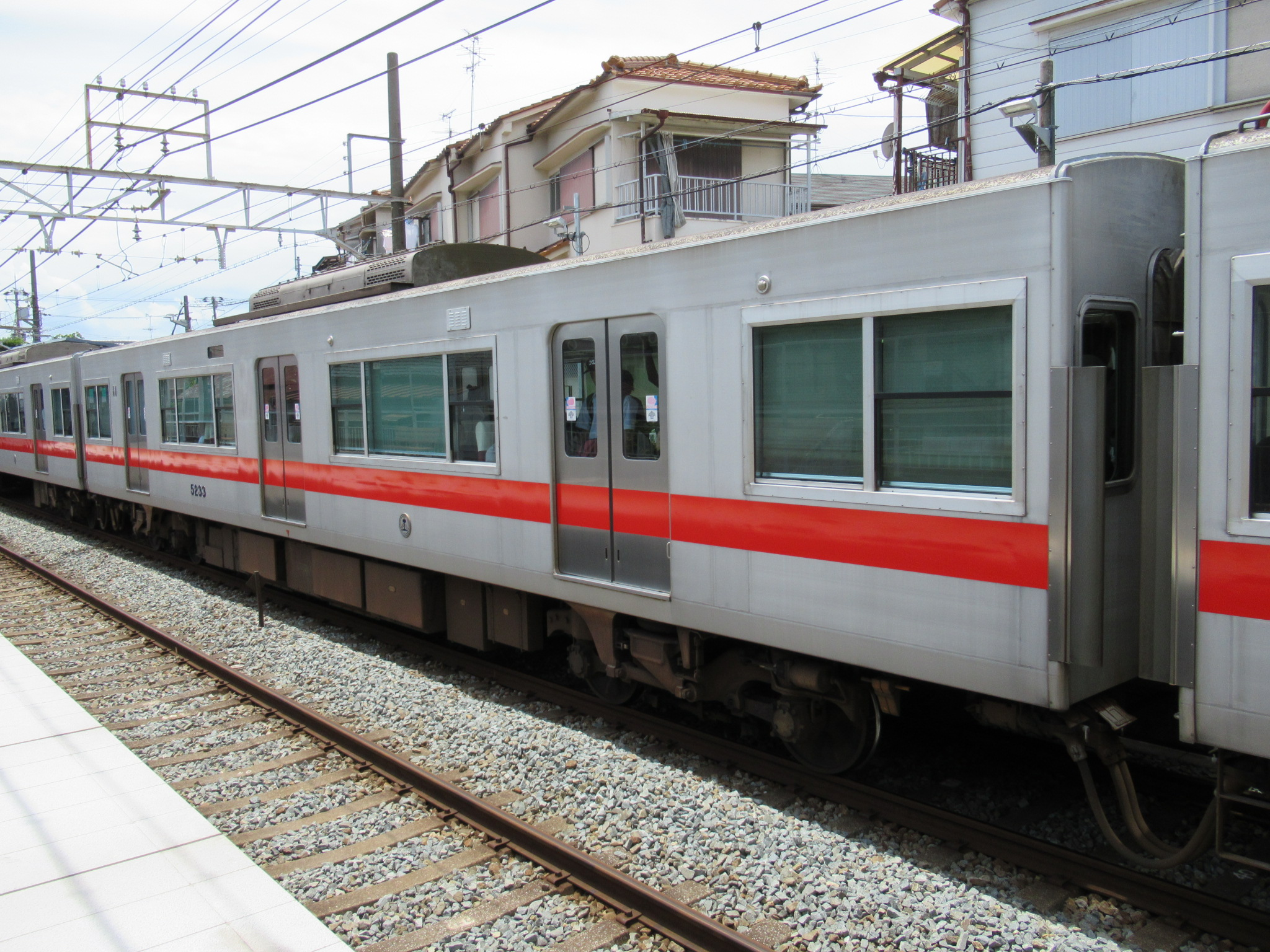
5230形(奇数) 5233
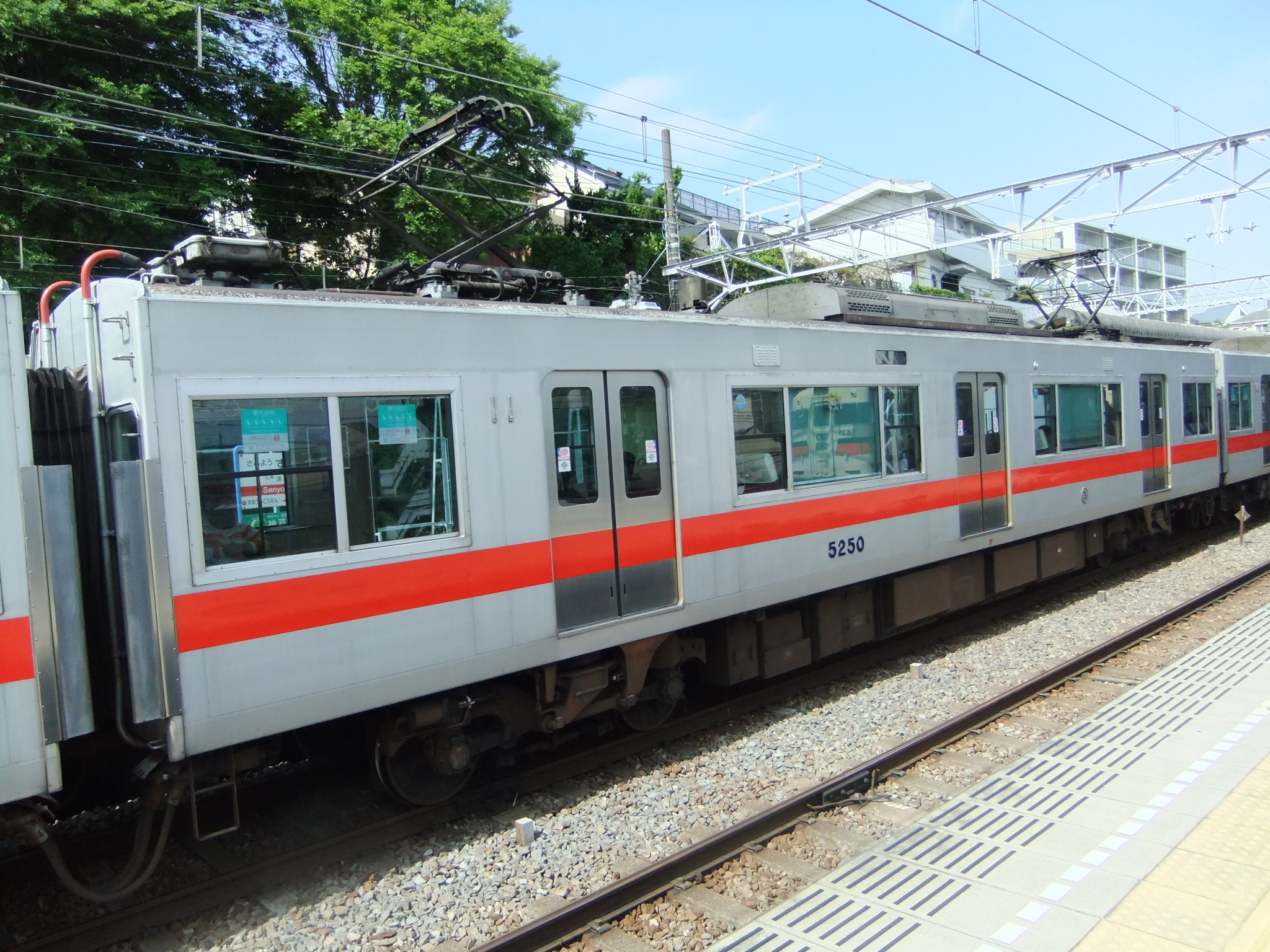
5250形 5250
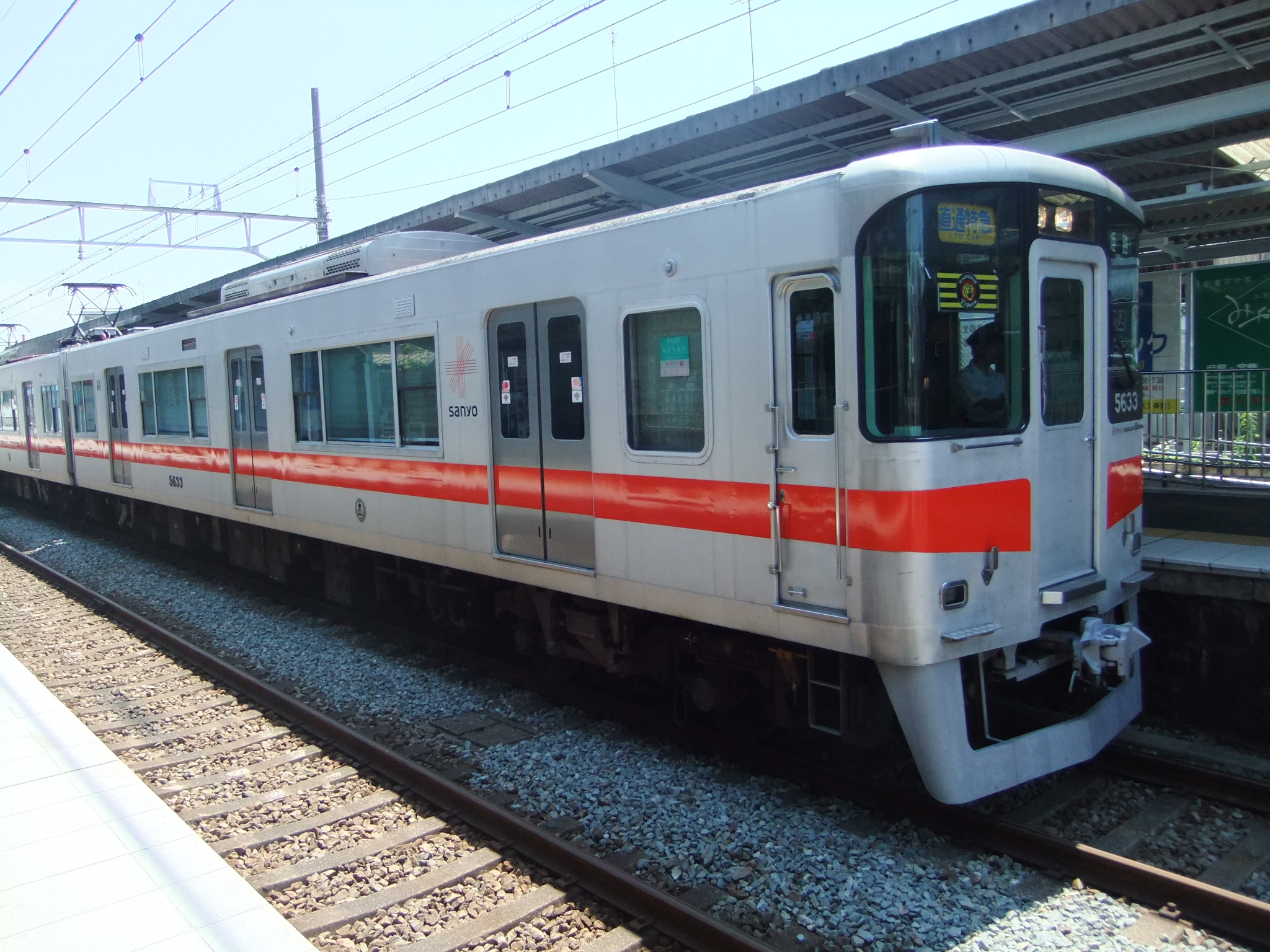
5630形 5633
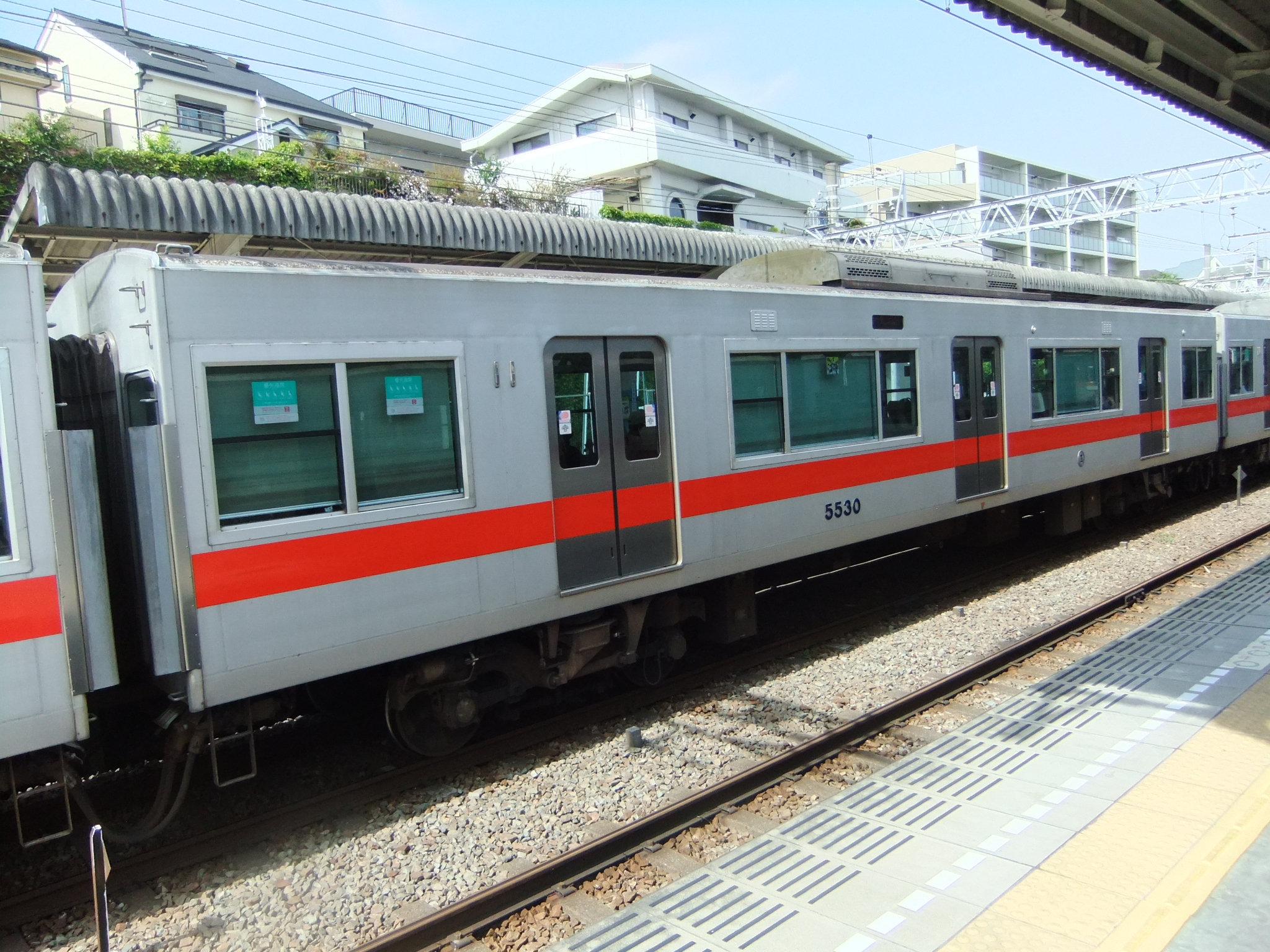
5530形 5530

## 編成
阪神・山陽直通特急運用を前提として設計され、神戸・大阪方から5630形 (Tc1) - 5230形 (M1) - 5230形 (M2)  -5530形 (T)  -5250形 (M3) - 5630形 (Tc2) の6両編成を基本編成とする。
2001年の直通特急増発にあたっては、5000系4両編成4本の6両編成化用中間車として、5230形 (M2) ・5250形 (M3) が一部仕様変更のうえ製造され、本来は5000系5200形2両（M'・M）が組み込まれる位置に連結されている。
| 6両編成                                                                                   |      |      |      |      |      |
| \| 5630 \| 5230 \| 5230 \| 5530 \| 5250 \| 5630 \| \| Tc1 \| M1 \| M2 \| T \| M3 \| Tc \| |      |      |      |      |      |
| 5630                                                                                      | 5230 | 5230 | 5530 | 5250 | 5630 |
| Tc1                                                                                       | M1   | M2   | T    | M3   | Tc   |

| 6両編成（5000・5030系混結）                                                              |      |      |      |      |      |
| \| 5000 \| 5000 \| 5500 \| 5230 \| 5250 \| 5600 \| \| M'c \| M \| T \| M2 \| M3 \| Tc \| |      |      |      |      |      |
| 5000                                                                                     | 5000 | 5500 | 5230 | 5250 | 5600 |
| M'c                                                                                      | M    | T    | M2   | M3   | Tc   |

## 個別分類

### 1次車
翌1998年の直通特急運転開始に備え、1997年に5630編成と5632編成の6両編成2本（12両）が製造された。山陽電鉄において6両固定編成で落成した車両はこれが初めてである。
- 5630-5230-5231-5530-5250-5631 (1997年3月25日竣工)
- 5632-5232-5233-5531-5251-5633 (1997年3月25日竣工)

3050系最終増備車（1985年）以来久々の下枠交差式パンタグラフ搭載となり、冷房装置カバーの形状が変更され、さらには冷房機を換気にも使用することで通風器も省略されたため、側窓だけではなく、屋根上も在来車とはやや印象を異にしている。

### 2次車
2001年3月のダイヤ改正による直通特急の大幅増発に伴う6両編成運用の拡大のため、5000系4両編成の6両編成化用として2000年にM2車・M3車の4ユニット8両が製造された。5000系のうち5004編成 - 5010編成の4両編成4本に増結して6両編成化されている。
- 5235-5252 (2000年4月7日竣工)
- 5237-5253 (2000年10月3日竣工)
- 5239-5254 (2000年10月25日竣工)
- 5241-5255 (2000年11月13日竣工)

基本的には5030系1次車から大きな変更はないが、行先表示器は5235・5237・5239と5252 - 5254については組み込み先の編成にあわせて幕式となっている。2020年には、5241-5255についても幕式に変更されている。なお、2次車の車両番号の付番は将来Tc1-M1-T-Tc2が増備され、5030系のみで6両編成を組成した場合に対応したものとなっている。
車体外観はアルミニウム合金構体の部材の接合工法がミグ溶接から摩擦攪拌接合（FSW）に変更され、新車間の連結面には転落防止幌が設置された。
車内は、クロスシートの配置が1次車とは逆の山側2人 - 浜側1人掛けとなったほか、衝立の位置が若干ドア側に寄せられている。車端部はロングシートの幅が若干拡大されているほか、妻面貫通扉は浜側に開くように統一され、取っ手も大型化されている。妻面窓は幅が若干縮小されている。消火器は、5000系と1次車は車端部寄りのドア付近に設けられているが、2次車ではロングシート幅の拡大に伴い、設置位置を妻面に変更している。組み込み先の5000系には装備されていない車内案内表示装置、ドア開閉ブザー、非常通報装置は準備工事にとどまっている。

## 運用
直通特急の運転開始を1年後に控えた1997年3月、5630編成・5632編成の6両編成2本が竣工した。この時期に早期落成が図られたのは、5000系在来車への阪神電車全線乗り入れ対応工事や、直通区間への試運転による予備車不足の解消を図るためであり、両編成とも阪神電鉄線内への試運転に充当されるかたわら、ダイヤ改正前日までは阪急神戸線の六甲駅までの乗り入れ運用にも充当されていた。なお、直通特急運転に関するプレスリリースは5030系の登場直後であったことから、運転台の阪神乗り入れ対応機器の「阪神線」表示などは、外されていたり隠されていたりしていた。
直通特急の運転開始を前に、山陽・阪神両社の車両による試運転が繰り返し行われた。山陽車が阪神梅田駅に初めて乗り入れた1997年7月30日には5630編成が充当され、梅田駅では種別行先表示器を「特急・姫路」として、翌年の運転開始をPRしていた。1998年2月11日には5030系による「直通特急試乗会」が開催され、姫路から阪神梅田までの間を1往復した。直通特急対応車として5000系6編成と本系列2編成が用意され、2月15日に直通特急の運転を開始した。
2001年3月のダイヤ改正での直通特急の増発に対応するため、2000年に5030系中間電動車8両を新造し4両編成の5000系4編成に2両ずつ増結、5000・5030系の6両編成は12編成に増備された。また、このダイヤ改正により本系列による阪神電鉄線内および高速神戸駅折り返しの間合い運用のほか、夜間に梅田駅構内や御影留置線で滞泊する運用も設定された。
2006年10月のダイヤ改正以降は運用に大きな変化はなかったが、2016年3月には山陽車による阪神特急の運用が誕生し、本系列が使用されることもある。2019年1月現在、本系列は6両2編成と増結車8両の合計20両が在籍し、5000系とともに直通特急や特急を主体に運用されている。
普通列車#普通車（列車種別）で運用されたことのない唯一の形式である。

## 事故
2013年2月12日、荒井駅付近の踏切で、5630編成の5630号が立ち往生していたトラック（キャリアカー）に衝突し、神戸方2両（5630号・5230号）が荒井駅神戸方面ホームに乗り上げるように脱線した。この事故で、先頭車の運転席側正面や台車、客室の屋根、姫路寄りの妻面下部が変形するなど、神戸方3両を中心に激しい損傷を受け、大破した神戸方2両を含む4両は東二見車両基地に留置された後、製造元である川崎重工業兵庫工場に入場した。
先に修復を終えた5630編成の中間車5231号と5250号は、5000系5000編成に組み込まれて6両化され、2013年6月6日より営業運転に入った。特に損傷が激しかった5630号と5230号は、2014年5月に川崎重工業を出場し、元の6両編成に戻った後、2014年5月22日に初めて試運転を行い、26日に営業運転に復帰した。
2020年6月22日、5237号・5253号が組み込まれた5000系5006編成（リニューアルにより5703編成に変更）が、阪神尼崎車庫構内での試運転中に脱線事故を起こし、5237号を含む4両が廃車となっている。なお、5253号は保留車となっている。

## 更新

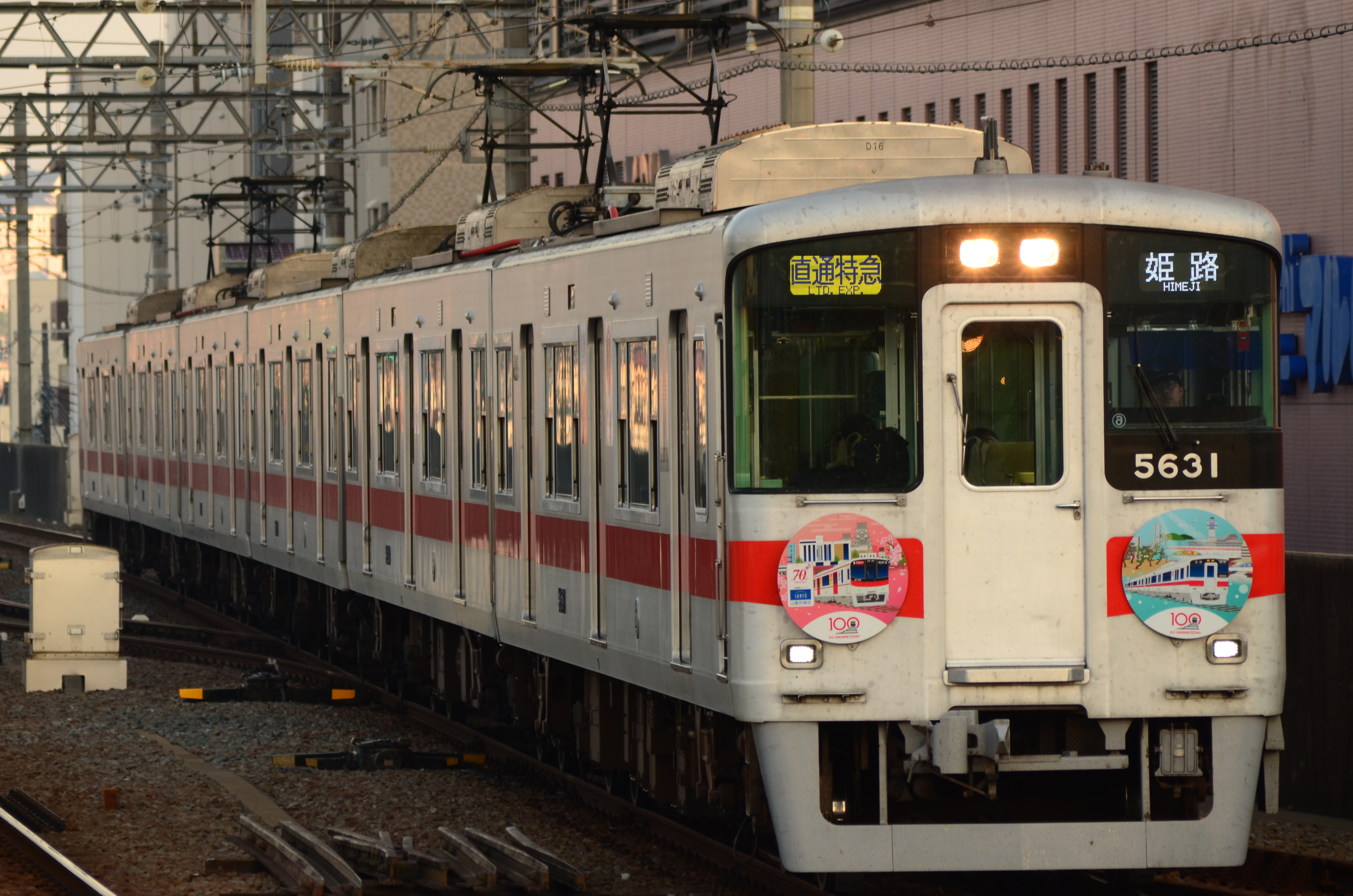
フルカラーLEDの幕に交換された5630編成

5630編成は、種別行先表示器を前面・側面ともに5000系リニューアル車と同様のフルカラーLED式に更新、車内案内表示装置も同様のLCD式に更新され、2023年9月19日に運用に復帰している。

## 車体装飾
沿線でのイベント開催や、沿線を舞台とするNHK大河ドラマの放送などに伴い、PRおよび旅客誘致を図るため、期間限定でラッピング車両となることがある。本項では、6両全車が本系列で統一されている5630・5632編成のラッピング事例のみ記述する。
- 2000年3月から半年前後の期間限定で、5632編成に「淡路花博」のラッピングが施されていた。
- 2007年9月5日より2008年5月10日まで、5630編成に「姫路菓子博2008」のラッピング（ひめか号）が施されていた。
- 2012年1月23日より2013年1月中旬まで、5630編成に「KOBE de 清盛 2012」のラッピングが施されていた。
- 2014年1月12日より2015年1月9日まで、5632編成に「官兵衛号」のラッピングが施されていた。
- 2024年10月7日より、5630編成に「2025年大阪・関西万博」のラッピングが施されている。ラッピング期間は、万博の開催終了日までの予定。

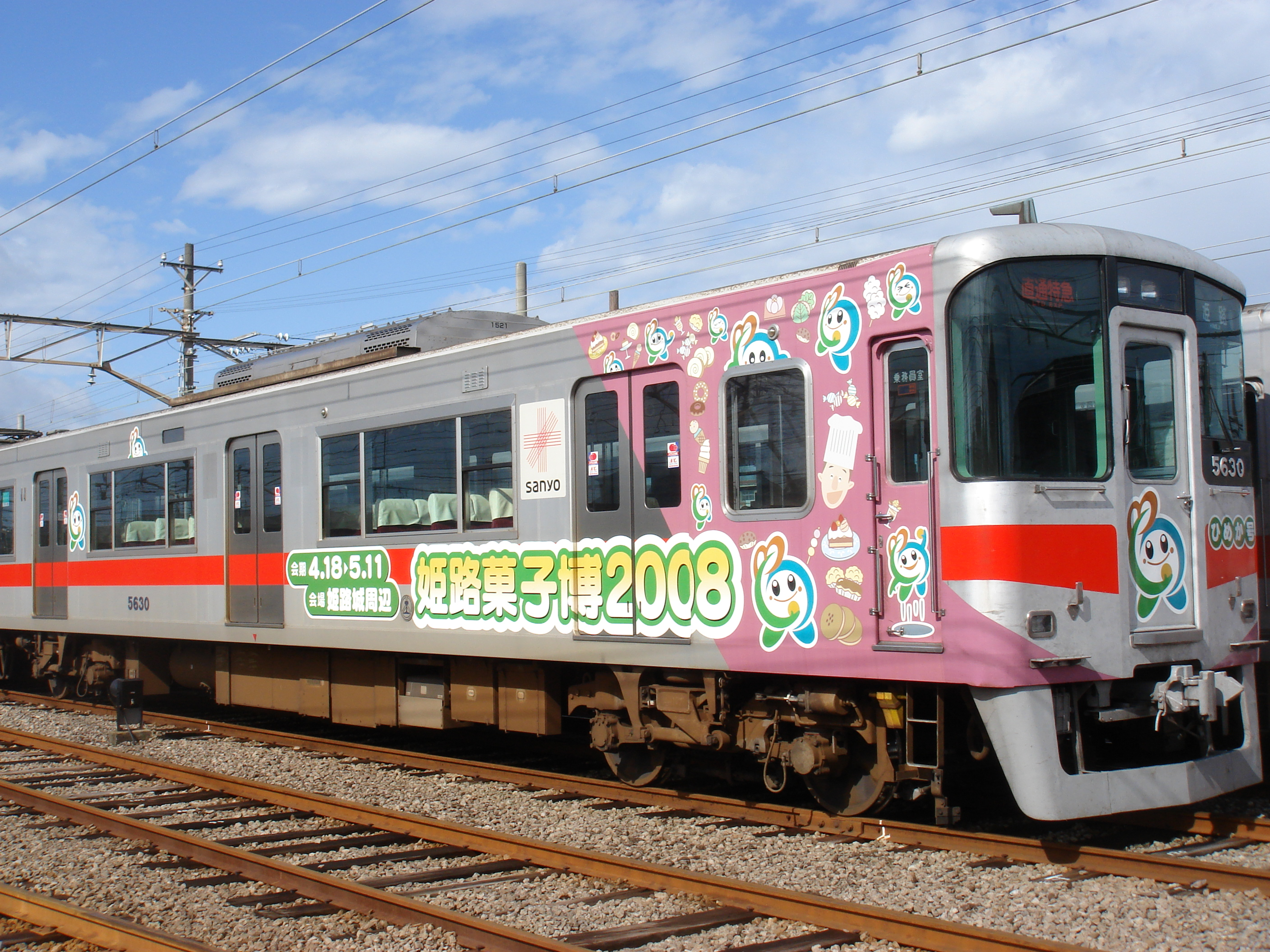
2007年9月から2008年5月まで運行していた「ひめか」号
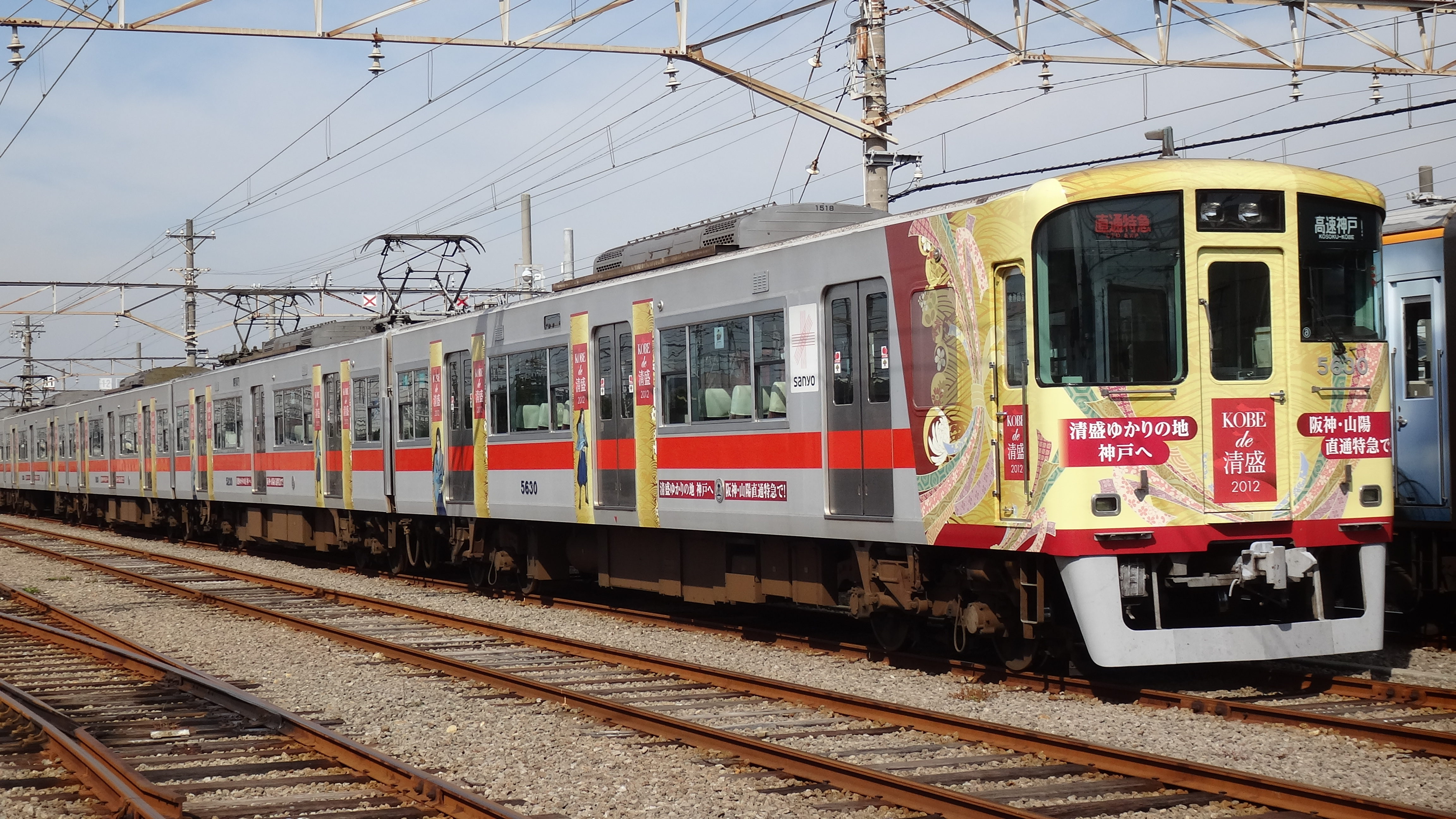
2012年1月から約1年間運行していた「KOBE de 清盛」号
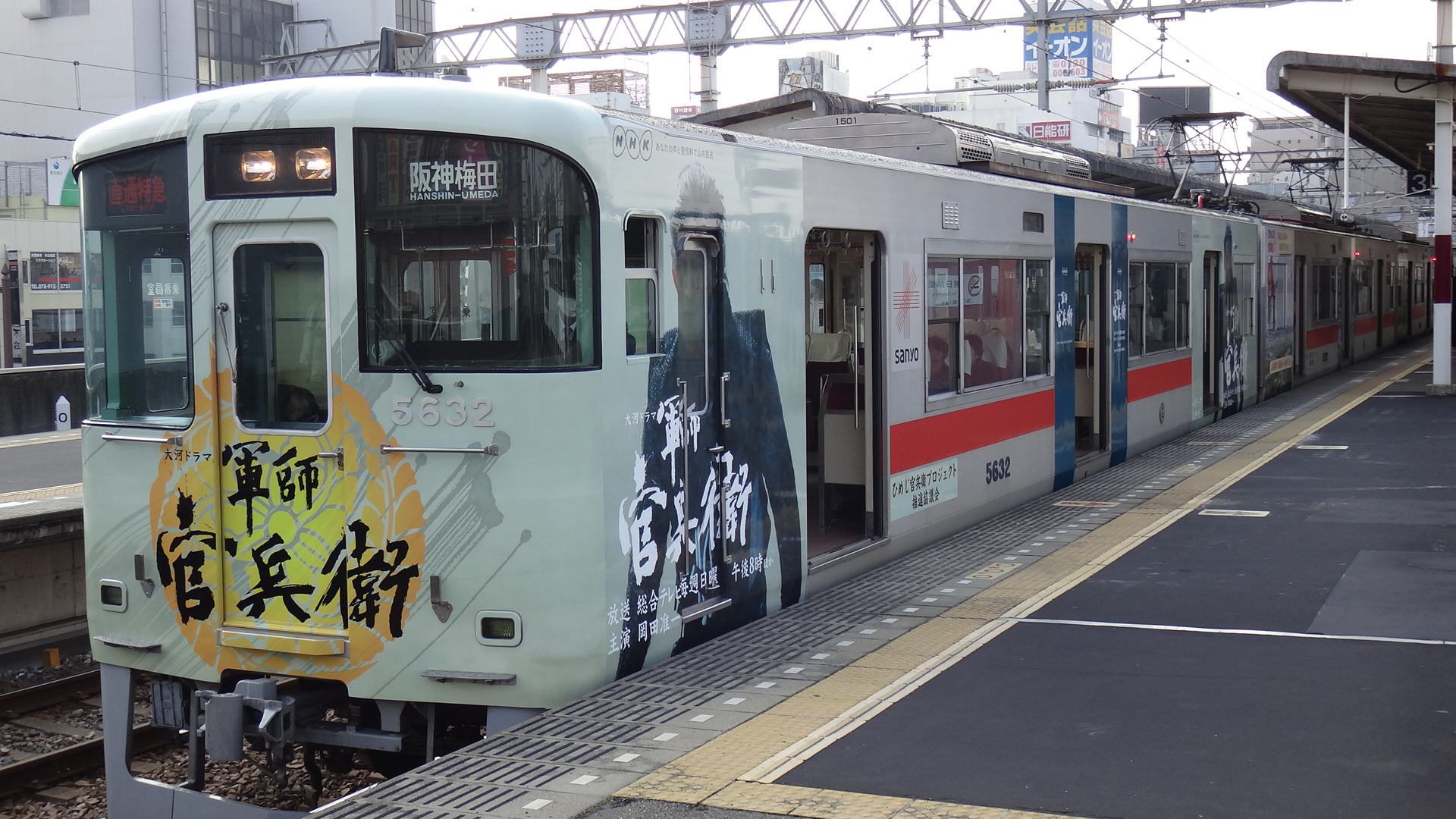
2014年1月から運行された「官兵衛」号（山陽明石駅にて）

## 編成表
2020年4月1日現在。5030系単独編成のみ記載。
| ← 阪神大阪梅田・阪神神戸三宮山陽姫路 → | ← 阪神大阪梅田・阪神神戸三宮山陽姫路 → | ← 阪神大阪梅田・阪神神戸三宮山陽姫路 → | ← 阪神大阪梅田・阪神神戸三宮山陽姫路 → | ← 阪神大阪梅田・阪神神戸三宮山陽姫路 → | ← 阪神大阪梅田・阪神神戸三宮山陽姫路 → | 備考         |
| Tc1                                    | M1                                     | M2                                     | T                                      | M3                                     | Tc2                                    |              |
| 5630                                   | 5230                                   | 5231                                   | 5530                                   | 5250                                   | 5631                                   | 表示器更新済 |
| 5632                                   | 5232                                   | 5233                                   | 5531                                   | 5251                                   | 5633                                   |              |